# 10th & Wolf
10th & Wolf è un film del 2006 di Robert Moresco.
Basato sulle vicende di una vera guerra di mafia avvenuta a South Philly, un distretto di Filadelfia, tra la fine degli anni ottanta e l'inizio dei novanta, il film è interpretato da James Marsden, Giovanni Ribisi, Brad Renfro e Piper Perabo, assieme alle partecipazioni di Dennis Hopper, Val Kilmer, Lesley Ann Warren, Tommy Lee, Brian Dennehy, e l'italiano Francesco Salvi.

## Trama
Anni ottanta. Tommy è il figlio di un killer della mafia. Dopo che suo padre viene ucciso da un rivale, il ragazzo scopre la verità sul vero lavoro dell'uomo. Rimasto orfano assieme al fratello più giovane, i due si trasferiscono a vivere dagli zii e cugini di Filadelfia. Col tempo, Tommy diventa l'unico membro della sua famiglia a non essere coinvolto in attività criminali. Nel 1991 si unisce ben presto ai Marine e va a combattere nell'operazione Desert Storm in Iraq. Deluso quando il conflitto si conclude con Saddam Hussein ancora al potere, e disincantato dal servizio militare, Tommy aggredisce un agente della polizia militare e ruba la Jeep di un colonnello. Arrestato quando il mezzo finisce la benzina, Tommy finisce in cella in una base dei Marine negli Stati Uniti.
Una volta tornato libero, un agente dell'FBI, Horvath, riesce a costringere Tommy a infiltrarsi come spia nell'azienda di famiglia, con la minaccia di riportarlo in prigione. Preoccupato per il fratello e il cugino, i familiari a cui è più legato, l'agente assicura a Tommy che sarà in grado di proteggerli, se lui riuscirà a ottenere le prove del traffico di eroina messo in piedi tra la mafia siciliana e cosa nostra statunitense. Tommy deve registrare con delle microspie le trattative tra il suo cugino e capobanda, Joey Marcucci, e il boss Luciano Reggio.
Tommy cerca di trovare prove incriminanti contro Reggio, proteggendo al contempo il cugino e il fratello dai loro tentativi iniziali di entrare nell'organizzazione criminale. Il ragazzo deve continuamente sforzarsi nel trovare un equilibrio tra la lealtà verso la sua famiglia e la necessità di collaborare con l'FBI.

## Produzione
Il film è ambientato a Filadelfia, ma è stato girato a Pittsburgh, con alcune scene riprese al Tom's Diner e alla Bloom Cigar Company, nel South Side e nella Hartwood Mansion.
La pellicola è stata accostata alla vicenda di Donnie Brasco, l'agente dell'FBI sotto copertura Joe Pistone infiltrato con successo nella mafia newyorkese, portata sul grande schermo nel film omonimo interpretato da Johnny Depp e Al Pacino. I personaggi di Joey Marcucci (Giovanni Ribisi), Luciano Reggio (Francesco Salvi) e Matty Matello (Dennis Hopper) sono basati rispettivamente sui veri boss della famiglia di Filadelfia Joey Merlino, John Stanfa e Nicky Scarfo.

## Accoglienza

### Critica
Il film è stato stroncato dalla critica. Sul sito web Rotten Tomatoes ha ottenuto solo un 19% di valutazioni positive da parte dei critici, e un 44% da parte del pubblico. Stephen Holden del New York Times ha bocciato la pellicola, parlando di stereotipi e di carenze in fase di sceneggiatura.